# 4s4ki
4s4ki（アサキ、1998年3月11日 - ）は、日本の女性ラップ・シンガーソングライター。埼玉県出身。所属レーベルはササクレクト内のプライベートレーベルSAD15mg。身長153cm。
作詞・作曲のほか編曲やトラックメイクも一人でこなし、声優ユニット・サンドリオン、GADORO、内田珠鈴への楽曲提供、『けものフレンズ』『SHOW BY ROCK!!』といったメディアミックス作品の舞台音楽制作にも携わるなど、多岐にわたって才能を発揮。また、路上ライブの経験から培ったパフォーマンスでも注目される。

## 略歴
17歳の頃にDTMを独学で学びはじめ、18歳の頃から路上ライブ等での音楽活動や舞台音楽への楽曲提供などの作曲家活動を始める。路上ライブでの映像がSNSで拡散された事で、術ノ穴（現在のササクレクト）からオファーがあり19歳で術ノ穴から「ぼくはバカだよ。」でデビュー。また学生時代に電波少女の音楽に出会い、ファンである事を公言している。
2018年3月7日 ミニアルバム「ぼくはバカだよ。」をリリース。
2018年8月にはその電波少女のハシシを客演に迎えた楽曲「Moldy」をリリース。さらには路上ライブの映像を見て注目していたGADOROの2019年3月リリースのアルバム『SUIGARA』の「オトノ葉」で客演を務める。ハシシ、GADOROはインタビューで4s4kiの事を【ハシシ 「ギリギリな子」】【GADORO「アサキさんは渋谷の駅前の路上でライヴしてる動画を見て好きになったんですよ。リリックも独特だし、声はかわいいけどすげえぶっといし、初めて聴いた感覚で。以来、個人的にファンだったんです」】と語っている。
2019年3月 表記をアサキから4s4kiへと変更し、プライベートレーベルSAD15mgを設立。
2019年7月 サウンドプロデュースにANIMAL HACKを迎えたEP「NEMNEM」をリリース。4s4kiはこのEPの名前の由来をNAME NAMEで自分自身の人格の二面性を表していると語っている。
2020年4月22日 コラボアルバム『おまえのドリームランド』をリリース。4月30日 ミュージックビデオ「NEXUS feat.rinahamu」を公開。
2020年12月16日 1st album『超怒猫仔/Hyper Angry Cat』をリリース。
2021年4月 SPEEDSTAR RECORDSよりメジャー・デビュー。
2022年8月 オリジナルMVプロジェクト「KASHIKA」の第2弾として、コラボレーション楽曲 「KASHIKA_02 BOUNCE DANCE」feat.4s4ki として参加する。
2023年11月29日、3か月連続配信リリースの第1弾楽曲「Continue」、12月15日に第2弾楽曲となるクリスマスソング「winter again」、2024年1月12日には、スマートフォンゲーム『タップハンター ～剣と魔法の放置RPG～』の主題歌として書き下ろした第3弾楽曲「Magic sword」をリリースした。
2024年3月8日、同月11日に東京・渋谷LIQUIDROOMで開催予定だったバースデーワンマンライブ『4s4ki Oneman Live 2024 “4444年；C3”』、また3月15日から4月7日までの間に予定されていたイベント・フェスへの出演を体調不良の療養に専念するためキャンセルすることを発表。3月19日には、開催中止となったバースデーワンマンライブのセットリストを過去のライブ映像やミュージック・ビデオで構成した特別プログラムを自身の公式YouTubeチャンネルで一夜限りで配信。3月20日には、自身初となるラブソング「ねえ聞いて」をサプライズ配信リリース。また同日に4s4kiも参加した所属事務所・ササクレクト設立5周年、音楽レーベル・術ノ穴設立20周年記念ソング「Don't Look Back」を配信リリース。4月10日には、4月7日開催the telephones対バンツアー『mirror ball has come -season2-』東京・代官山UNIT公演で共演予定だったthe telephonesとのコラボ楽曲「Pink Gang」を配信リリースした。
2024年4月17日に活動再開を発表。翌18日には公式Instagramと公式YouTubeチャンネルで、ピアノ弾き語り生配信を行い、6月12日にはプロデューサーにYaffleを迎えたTRFのカバー「survival dAnce」を配信リリース。また8月31日には、当日が『I Love Youの日』であることに因んで、同年3月にリリースした初のラブソング「ねえ聞いて」のミュージック・ビデオを自身の公式YouTubeチャンネルでサプライズ公開し、10月4日には配信EP『集合体大好病 / Collective Obsession』、12月4日にはオール・セルフ・プロデュース配信EP『慈愛equal自愛』をリリースした。
2025年1月29日、アメリカのEDMプロデューサー・YULTRONを迎え制作した配信EP『44th Dimension』を「4s4ki × YULTRON」名義でリリース。また7月9日には4s4kiとして初のアニメ・タイアップ曲となった「演者」（テレビアニメ『強くてニューサーガ』オープニングテーマ）を配信リリースした。

## ディスコグラフィ

### 配信限定シングル
| 発売日         | タイトル                                          | レーベル          |
| -------------- | ------------------------------------------------- | ----------------- |
| 2018年1月31日  | Gender                                            | 術ノ穴            |
| 2018年5月9日   | Gender (ANIMAL HACK Remix)                        | 術ノ穴            |
| 2018年6月6日   | Give me a hand (食品まつり a.k.a foodman Remix)   | 術ノ穴            |
| 2018年7月4日   | FR (andrew from TREKKIE TRAX Remix)               | 術ノ穴            |
| 2019年6月5日   | 超破滅的思考                                      | SAD15mg           |
| 2019年6月19日  | 幻 fea.いつか                                     | SASAKRECT Inc.    |
| 2019年9月4日   | 欠けるもの                                        | SAD15mg           |
| 2019年10月1日  | 超破滅的思考 (maeshima soshi remix)               | SAD15mg           |
| 2019年10月4日  | escape from                                       | SAD15mg           |
| 2019年11月4日  | ラストシーン                                      | SAD15mg           |
| 2019年12月4日  | innocence (maeshima soshi remix)                  | SAD15mg           |
| 2020年1月4日   | ラベンダー                                        | SAD15mg           |
| 2020年2月4日   | kg                                                | SAD15mg           |
| 2020年4月15日  | moniko feat. Anatomia&maeshima soshi              | SAD15mg           |
| 2020年6月10日  | 幻 (sasakure.UK Remix) feat.いつか                | SAD15mg           |
| 2021年2月17日  | ☆メガジョッキ☆                                    | SAD15mg           |
| 2021年2月24日  | Sugar Junky                                       | SAD15mg           |
| 2021年4月14日  | FAIRYTALE feat.Zheani                             | SPEEDSTAR RECORDS |
| 2021年5月14日  | gemstone feat.Puppet                              | SPEEDSTAR RECORDS |
| 2021年6月4日   | ALICE feat. Smrtdeath                             | SPEEDSTAR RECORDS |
| 2022年6月24日  | LOG OUT                                           | SPEEDSTAR RECORDS |
| 2022年7月22日  | Freedom Kingdom (feat. Swervy & Masayoshi Iimori) | SPEEDSTAR RECORDS |
| 2022年9月23日  | 超5次元 / 4s4ki & maeshima soshi                  | SPEEDSTAR RECORDS |
| 2022年9月28日  | BOUNCE DANCE (Tennyson remix)                     | SPEEDSTAR RECORDS |
| 2022年10月12日 | BOUNCE DANCE (Ill Japonia remix)                  | SPEEDSTAR RECORDS |
| 2022年10月26日 | BOUNCE DANCE (nerdwitchkomugichan remix)          | SPEEDSTAR RECORDS |
| 2022年11月9日  | BOUNCE DANCE (Gigandect remix)                    | SPEEDSTAR RECORDS |
| 2023年7月7日   | Shirley (シャーリー・フェネットver.)              | SPEEDSTAR RECORDS |
| 2023年11月29日 | Continue                                          | SPEEDSTAR RECORDS |
| 2023年12月15日 | winter again                                      | SPEEDSTAR RECORDS |
| 2024年1月12日  | Magic sword                                       | SPEEDSTAR RECORDS |
| 2024年3月20日  | ねえ聞いて                                        | SPEEDSTAR RECORDS |
| 2024年6月12日  | survival dAnce                                    | SPEEDSTAR RECORDS |
| 2025年7月9日   | 演者                                              | SPEEDSTAR RECORDS |

### 参加作品
| 発売日         | タイトル                                                                    | 収録曲 |
| -------------- | --------------------------------------------------------------------------- | --- |
| 2017年11月29日 | 舞台「けものフレンズ」オリジナルサウンドトラック                            | サバンナガールズのけものみち / サバンナガールズ(編曲) PPPのドレミのうた / PPP(編曲) われらじゃぱりびん(編曲) |
| 2019年3月27日  | 電波少女『Q』                                                               | ポイ feat.4s4ki                                                                                              |
| 2020年4月22日  | GADORO『1LDK』                                                              | 靴紐 feat.4s4ki                                                                                              |
| 2020年5月4日   | rinahamu『ヒーロー feat.4s4ki & KOTONOHOUSE』                               | ヒーロー feat.4s4ki & KOTONOHOUSE                                                                            |
| 2021年10月22日 | Miraie『TOMARE feat. 4s4ki』                                                | TOMARE feat. 4s4ki                                                                                           |
| 2023年1月6日   | MASAYOSHI IIMORI & 4s4ki『pure boi』                                        | pure boi |
| 2024年3月20日  | SASAKRECT「Don't Look Back」                                                | Don't Look Back (feat. 4s4ki, maeshima soshi, Rhyme Tube, OHTORA & Hanagata)                                 |
| 2024年4月10日  | the telephones, 4s4ki「Pink Gang」                                          | Pink Gang |
| 2024年12月5日  | 武瑠「TO BE LIKE THRILLER feat. IKE, 星熊南巫, 4s4ki」                      | TO BE LIKE THRILLER feat. IKE, 星熊南巫, 4s4ki                                                               |
| 2025年5月28日  | 4s4ki, OHTORA, Hanagata, maeshima soshi「Unknown Planet (feat. SASAKRECT)」 | Unknown Planet (feat. SASAKRECT)                                                                             |

## ミュージックビデオ
| 公開日         | 曲名                                           |
| -------------- | ---------------------------------------------- |
| 2018年1月31日  | Gender                                         |
| 2018年7月31日  | Moldy                                          |
| 2019年3月11日  | innocence                                      |
| 2019年6月4日   | 超破滅的思考                                   |
| 2019年7月10日  | 幻                                             |
| 2020年2月17日  | ラベンダー                                     |
| 2020年4月22日  | おまえのドリームランド                         |
| 2020年4月30日  | NEXUS feat.rinahamu                            |
| 2020年8月20日  | I LOVE ME                                      |
| 2020年11月4日  | 35.5                                           |
| 2020年12月2日  | 超怒猫仔 feat. Mega Shinnosuke, なかむらみなみ |
| 2020年12月16日 | クロニクル                                     |
| 2021年2月17日  | ☆メガジョッキ☆                                 |
| 2021年2月24日  | Sugar Junky                                    |
| 2021年3月3日   | REIMEN                                         |
| 2021年3月17日  | ずっとお前を殺したかった                       |
| 2021年3月31日  | 幸福論                                         |
| 2021年4月28日  | FAIRYTALE feat. Zheani                         |
| 2021年5月21日  | gemstone feat. Puppet                          |
| 2021年6月16日  | ALICE feat. Smrtdeath                          |
| 2021年6月23日  | STAR PLAYER                                    |
| 2021年7月7日   | m e l t                                        |
| 2021年8月13日  | OBON                                           |
| 2021年12月10日 | space coaster                                  |
| 2021年12月15日 | 新世界                                         |
| 2022年1月7日   | 孤独のメリーゴーラウンド                       |
| 2022年1月26日  | ブラックホール                                 |
| 2022年2月16日  | Punish                                         |
| 2022年2月23日  | 0h G0D!!                                       |
| 2022年3月2日   | KILL MY SELF, I tried                          |
| 2022年6月24日  | LOG OUT                                        |
| 2022年8月17日  | Freedom Kingdom feat. Swervy                   |
| 2022年10月14日 | 超5次元                                        |
| 2022年11月1日  | 電脳郷                                         |
| 2023年6月28日  | CODE GE4SS                                     |
| 2023年7月12日  | Shirley                                        |
| 2023年8月30日  | GREEN GIRL                                     |
| 2023年12月20日 | Continue                                       |
| 2023年12月22日 | winter again                                   |
| 2024年2月7日   | Magic sword                                    |
| 2024年6月12日  | survival dAnce [prod. by Yaffle]               |
| 2024年8月31日  | ねえ聞いて                                     |
| 2024年10月3日  | 頑張り屋さんだから愛して（4s4ki × rinahamu）   |
| 2024年12月10日 | 極悪人 (Official Lyric Video)                  |
| 2025年4月4日   | trance train                                   |
| 2025年7月8日   | 演者                                           |

## タイアップ
| 曲名           | タイアップ                                                                  |
| -------------- | --------------------------------------------------------------------------- |
| BOUCE DANCE    | テレビ東京 『KASHIKAプロジェクト』第2弾プロジェクトソング                   |
| 超5次元        | 読売テレビ・日本テレビ系 プラチナイト 木曜ドラマ「5分後に意外な結末」主題歌 |
| Magic sword    | スマートフォンゲーム『タップハンター ～剣と魔法の放置RPG～』主題歌          |
| survival dAnce | スマートフォンゲーム『モンスターハンターNow』CMソング                       |
| 演者           | テレビアニメ『強くてニューサーガ』オープニングテーマ                        |

## 主なライブ
2019年
- 05月25日 - Shimokitazawa SOUND CRUISING 2019
- 06月16日 - YATSUI FESTIVAL! 2019
- 07月20日 - 加賀温泉郷フェス 2019
- 09月21日 - lyrical school Tour2019 "BE KIND REWIND" SERIES
- 10月26日 - SPOOKY PUMPKIN 2019 ～PURO ALL NIGHT HALLOWEEN PARTY～
- 10月29日 - HOT STUFF presents Ruby Tuesday 38
- 11月13日 - 禁断のライブショー
- 11月23日 - CY8ER FES
- 11月26日 - ササクレクト×WOMBLIVE THREEMAN

2020年
- 09月26日 - CY8ER FES

2021年
- 03月11日 - 4s4ki 1st Oneman Live"4444年"
- 08月22日 - フジロックフェスティバル'21

## 出演

### CM
- モンスターハンターNow（2023年9月）- CMソングも歌唱[40]。